# Revest-Saint-Martin
Revest-Saint-Martin è un comune francese di 96 abitanti situato nel dipartimento delle Alpi dell'Alta Provenza della regione della Provenza-Alpi-Costa Azzurra.

## Società

### Evoluzione demografica
Abitanti censiti